# Kalianéika
 (mai 2025).
Kalianéika (grec moderne : Καλιαναίικα) est une localité située dans le dème du Magne-Occidental, dans le district régional de Messénie, dans la périphérie du Péloponnèse, en Grèce.
Selon le recensement de 2021, elle compte 51 habitants.